# کائوری شیمیزو
کائوری شیمیزو (انگلیسی: Kaori Shimizu; ۲۱ مهٔ ۱۹۸۳ – ) صداپیشه، بازیگر، بازیگر سینما، و بازیگر خردسال اهل ژاپن بود. وی از سال ۱۹۹۰ میلادی تاکنون مشغول فعالیت بوده‌است.
از فیلم‌ها یا برنامه‌های تلویزیونی که وی در آن نقش داشته‌است می‌توان به بابل اشاره کرد.